# Angelika Brunkhorst

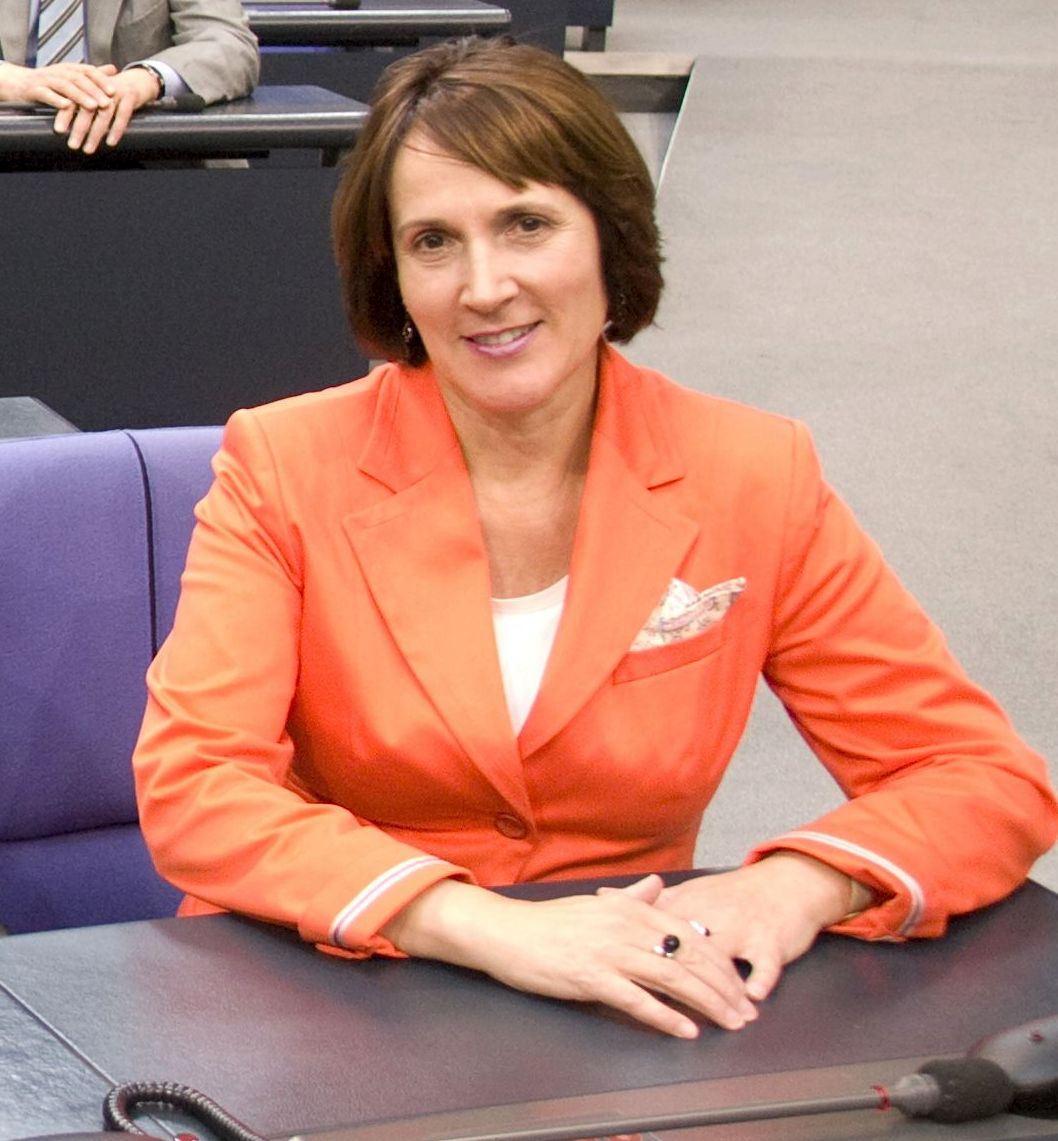
Angelika Brunkhorst MdB

Angelika Brunkhorst, geb. Huber, (* 9. Oktober 1955 in Hannover) ist eine deutsche Politikerin (FDP).

## Leben
Nach dem Abitur 1975 in Barsinghausen absolvierte Angelika Brunkhorst an der Universität Oldenburg ein Studium der Sozialwissenschaften, welches sie als Diplom-Sozialwissenschaftlerin beendete. Sie war seit 1981 in der beruflichen Weiterbildung tätig, leitete von 1998 bis 2001 ein Jobcenter und war dann bis 2003 als Beraterin für Berufsorientierung und Ausbildungsplatzsuche an der Volkshochschule Syke tätig. Angelika Brunkhorst ist Hauptmann der Reserve und nimmt seit 2003 regelmäßig an Wehrübungen teil. Angelika Brunkhorst ist verheiratet und hat drei Kinder und wohnt in der Samtgemeinde Harpstedt.

## Partei
Seit 1995 ist sie Mitglied der FDP. Von 1999 bis 2005 war sie Vorsitzende des FDP-Kreisverbandes Oldenburg-Land und gehört seit 2002 dem geschäftsführenden FDP-Landesvorstand in Niedersachsen an. Seit 2005 ist sie Vorsitzende des FDP-Bezirksverbandes Oldenburg. Seit 2008 ist sie stellvertretende Vorsitzende des FDP-Landesverband Niedersachsen.

## Abgeordnete
Am 21. März 2003 rückte sie für den ausgeschiedenen Abgeordneten Christian Eberl in den Deutschen Bundestag nach. Hier war sie von 2003 bis 2005 Sprecherin der FDP-Bundestagsfraktion für Erneuerbare Energien. Seit Beginn der 16. Wahlperiode (2009) im Deutschen Bundestag war sie Mitglied sowie Obfrau der FDP-Bundestagsfraktion im Ausschuss für Umwelt, Naturschutz und Reaktorsicherheit sowie stellvertretendes Mitglied im Ausschuss für Bildung, Forschung & Technikfolgenabschätzung. Daneben war Angelika Brunkhorst Sprecherin für Naturschutz & Reaktorsicherheit und galt als Expertin für Biodiversität der FDP-Bundestagsfraktion. Von Mai 2006 bis 2013 war sie zudem Schriftführerin im Deutschen Bundestag. Angelika Brunkhorst ist über die Landesliste Niedersachsen in den Bundestag eingezogen.
Angelika Brunkhorst war Vorsitzende der niedersächsischen FDP-Landesgruppe im Deutschen Bundestag. Weiter ist Angelika Brunkhorst stellvertretende Landesvorsitzende der FDP in Niedersachsen und Vorsitzende des FDP-Bezirksverbands Oldenburg.
Angelika Brunkhorst war stellvertretende Vorsitzende der Deutsch-Südamerikanischen Parlamentarier Gruppe des Deutschen Bundestages. Innerhalb der Deutsch-Südamerikanischen Parlamentariergruppe war sie schwerpunktmäßig für Argentinien zuständig.
Durch das Scheitern ihrer Partei an der Fünf-Prozent-Hürde bei der Bundestagswahl 2013 war sie im 18. Bundestag nicht mehr vertreten.

## Mitgliedschaften
Brunkhorst ist Mitglied der Europa-Union Parlamentariergruppe Deutscher Bundestag.

## Positionen
Angelika Brunkhorst war Sprecherin für Naturschutz der FDP-Bundestagsfraktion. In dieser Funktion machte sich die Abgeordnete u. a. für den Erhalt der biologischen Vielfalt stark. Sie galt in der Fraktion als Expertin für Biodiversität. Hierbei vertrat sie die Position, dass der Artenerhalt nur mit einer soliden wissenschaftlichen Untermauerung der darauf zielenden Maßnahmen möglich ist. Im Bundestag sprach sich die Abgeordnete deshalb für eine bessere Förderung der Taxonomie als Grundlage für einen besseren Artenschutz aus.
Im Jahr 2011, dem Internationalen Jahr der Wälder, engagierte sie sich verstärkt für den Erhalt der Artenvielfalt in den deutschen Wäldern und forderte eine stärkere Gewichtung der Biodiversität in der Waldstrategie der Bundesregierung.
Als Sprecherin für Reaktorsicherheit stand sie für die befristete Laufzeitverlängerung der deutschen Kernkraftwerke. Sie bemühte sich um eine rationale Bewertung der Atomenergie. Dabei unterstützte sie die Position, die abgeschöpften Zusatzgewinne der kernkraftwerksbetreibenden Unternehmen für die weitere Erforschung und Nutzbarmachung der Erneuerbaren Energie sowie deren Speichermöglichkeiten zu verwenden.
Die wissenschaftliche Weitererkundung des Endlagers Gorleben war ihr ein wichtiges Anliegen. Angelika Brunkhorst vertrat hierbei die Position, den Standort Gorleben vollständig zu erkunden. Erst nach Abschluss der wissenschaftlichen Untersuchungen sollte ein Urteil über die Eignung gefällt werden. Die mögliche Suche nach alternativen Standorten kam für sie deshalb erst nach Abschluss aller Untersuchungen in Frage.
In der Funktion als Obfrau der FDP-Bundestagsfraktion im Gorleben-Untersuchungsausschuss der 17. Wahlperiode trug sie dazu bei, den Auswahl- und Entscheidungsprozess im Fall des Untersuchungsbergwerks Gorleben offenzulegen. Unter anderem sprach sie sich gegen eine politische Instrumentalisierung des Untersuchungsausschusses aus.
Als Expertin für Strahlenschutz vertrat Brunkhorst in einer Rede vor dem Deutschen Bundestag zu den wissenschaftlichen Erkenntnissen über vermehrt auftretende Leukämie bei Kindern in der Nähe deutscher Atomkraftwerke die Position des Deutschen Kinderkrebsregisters, dass die den Wissenschaftlern aufgefallene Häufung nicht auf erhöhte Strahlenwerte zurückzuführen sei.